# Niall Ferguson
Niall Campbell Ferguson (sinh ngày 18 tháng 4 năm 1964) là một nhà sử học người Anh và là nhà bình luận chính trị bảo thủ. Ông là một nghiên cứu viên cao cấp tại College Jesus, Oxford và là giáo sư thỉnh giảng tại New College of the Humanities. Ông cũng là một viên chức cao cấp tại Học viện Hoover, Đại học Stanford. Trước Stanford, ông là Giáo sư Laurence Tisch về Lịch sử tại Đại học Harvard.
Ferguson viết và thuyết trình về lịch sử quốc tế, lịch sử kinh tế và tài chính, và chủ nghĩa đế quốc Anh và Mỹ. Ông được biết đến với quan điểm gây nhiều tranh cãi, như việc bảo vệ đế quốc Anh, được coi là "táo bạo", "sai lầm", "dốt nát", "nhiều thông tin", "đầy tham vọng" và "gây rắc rối". Ông đã từng tự gọi mình là "một thành viên được trả lương đầy đủ của băng đảng tân đế quốc".
Ông từng là một biên tập viên đóng góp cho Đài truyền hình Bloomberg  và có một chuyên mục trên tờ Newsweek. Ferguson là cố vấn cho chiến dịch tranh cử tổng thống Mỹ của John McCain năm 2008, đã hỗ trợ Mitt Romney vào năm 2012 và là một nhà phê bình to tiếng chỉ trích Barack Obama. Ferguson nhận giải Ludwig Erhard cho Báo chí kinh tế vào năm 2013. Năm 2018, ông từ chức chương trình Stanford, các cuộc hội thoại Hồng y, sau khi các email bị rò rỉ đã chứng minh rằng ông đã âm mưu với các thành viên đảng Cộng hòa của trường đại học Stanford để đào bới " dơ bẩn về một sinh viên cấp tiến", để buộc anh ta ra khỏi chương trình.